# Nils Widborg
Nils Widborg, född 28 oktober 1933, död 19 juli 2020, var en svensk jurist som var lagman i Jakobsbergs tingsrätt från 1990 till den upphörde 2000.
Widborg utnämndes till rådman i Handens tingsrätt 28 december 1973 för att 25 november 1976 utnämnas till rådman i Jakobsbergs tingsrätt. Han utnämndes 17 maj 1990 till lagman i Jakobsbergs tingsrätt.